# Bob (Efteling)
De Bob, soms ook wel vermeld als Bobslee of Swiss Bob, was een bobslee-achtbaan in het Nederlandse attractiepark Efteling die in het themagebied Anderrijk stond.
De attractie had een topsnelheid van 60 km/u en was 524 meter lang en 19,5 meter hoog. Een rit duurde rond de twee minuten. De attractie had als thema Zwitserland.

## Tijdlijn

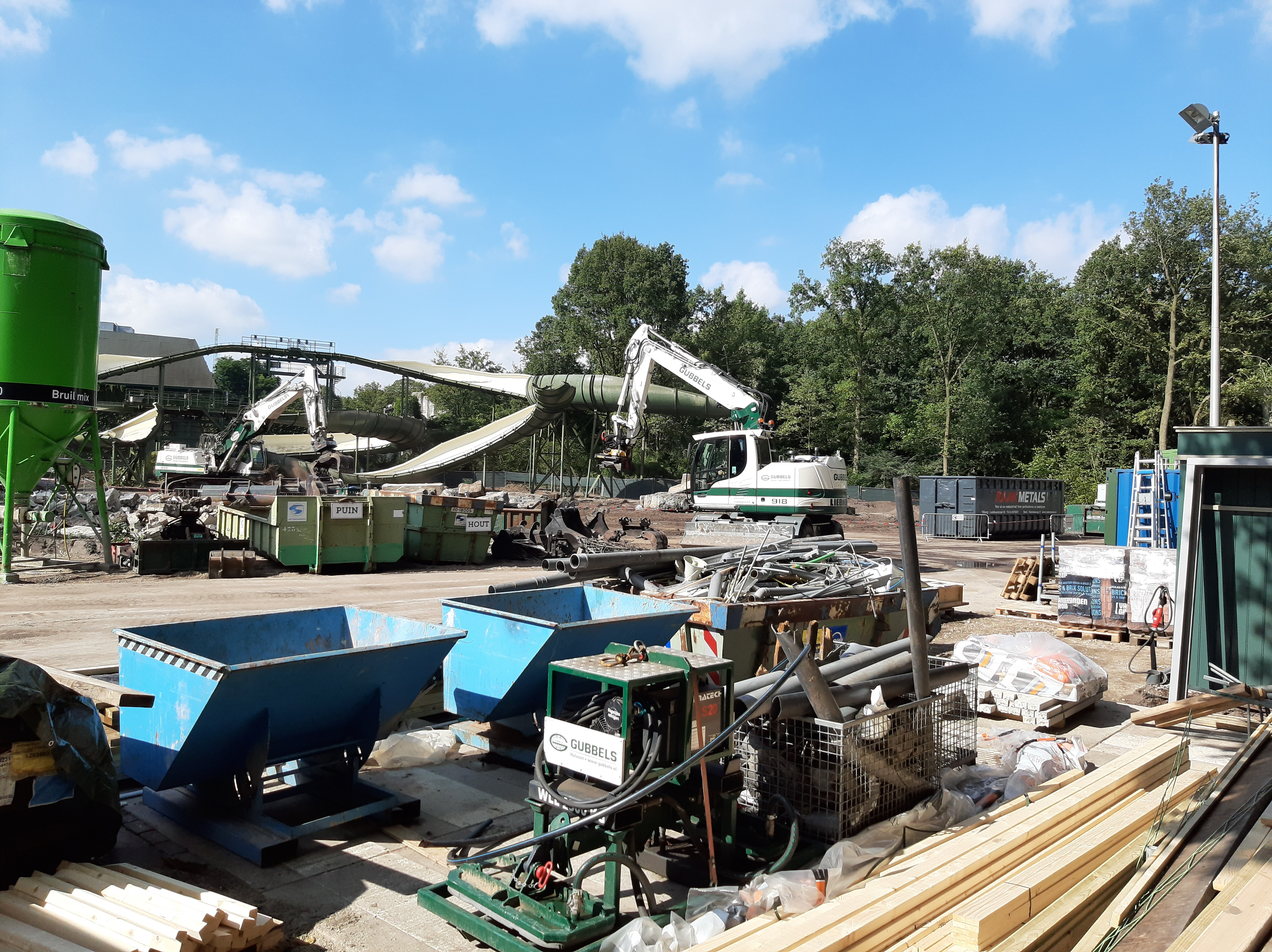
Sloop van de Bob (september 2019)

De bobbaan werd geopend 4 april 1985 en is gefabriceerd door Intamin AG. In de beginjaren reden deze op harde wielen, wat veel geluidsoverlast gaf, en een avondopenstelling van het park in de weg stond. In 1996 werden de bobsleeën daarom voorzien van zachtere wielen.
In 2005 waren bobsleeën aangeschaft waarin bezoekers met twee personen naast elkaar zitten, in plaats van achter elkaar (zoals in een traditionele bobslee). Dit was gedaan om de capaciteit van de attractie te vergroten en naar zeggen van de directie "meer van de oorspronkelijke Eftelingsfeer te creëren". De grootste verandering van deze bobsleeën was de vormgeving. Het uiterlijk van een klassieke bobslee verdween en werd vervangen door een "houten" bobslee, naar een ontwerp van Karel Willemen. De oude bobsleeën werden verkocht aan Six Flags Over Texas voor gelijkaardige baan La Vibora.
Eind 2012 werd er een baby switch-service voor deze attractie in gebruik genomen en eind juni 2013 werd een single riders-rij geopend, en werd het station hiervoor aangepast.

### Incidenten
Op 30 oktober 2010 vond er een botsing plaats tussen twee sleeën van de Bobbaan. Het ongeluk kon gebeuren doordat een slee uit de baan moest worden gehaald waarbij de volgende slee met lage snelheid tegen zijn voorligger aan kwam. De dagen hierna is de attractie nog gesloten geweest om de oorzaak te achterhalen en voor het uitvoeren van een aantal tests.
Op 5 augustus 2017 botsten twee voertuigen op elkaar nadat de baan door de regen nat was geworden en één voertuig door de remmen schoot. Niemand raakte hierbij gewond. De baan werd na het incident gesloten voor onderzoek naar een technische storing. Op vrijdagmiddag 11 augustus 2017, na zes dagen was de oorzaak van deze storing gevonden en kon de baan weer openen. De remmen bleken nat te zijn geworden door de regen. Sindsdien was de Bob altijd gesloten als het regende. Zodra het stopte met regenen werd de Bob drooggereden door er een aantal keren een lege Bob overheen te laten gaan, waarna de baan weer kon worden geopend. De Bob was dus alleen open als het droog was.
Op 2 augustus 2019 botsten twee voertuigen, voor de tweede keer in twee jaar tijd, op elkaar. Er vielen geen gewonden, de baan was enkele uren gesloten. Over de oorzaak van het ongeluk is niets bekendgemaakt.

### Sluiting
Sinds 2017 vertoonde de Bob geregeld technische mankementen, waardoor de attractie geregeld voor onbepaalde tijd gesloten werd. Op 9 oktober 2018 werd bekendgemaakt dat de Bob permanent gesloten zal worden op 1 september 2019. De attractie heeft vervolgens plaatsgemaakt voor een nieuwe achtbaan, Max & Moritz, die in de zomer van 2020 geopend is.
In aanloop naar de sloop plaatste Efteling-directeur Fons Jurgens op 15 juli 2019 advertenties op Marktplaats waarin een voertuig en enkele attributen van de attractie werden aangeboden. De opbrengst zal gaan naar Villa Pardoes. In juli en augustus bracht Efteling-typetje Jürgen Freilich op vrijdag- en zaterdagavonden een afscheidslied ten gehore. Op de dag van de sluiting werden er vlaggetjes uitgedeeld aan bezoekers en was de wachtrij versierd.

## Afbeeldingen

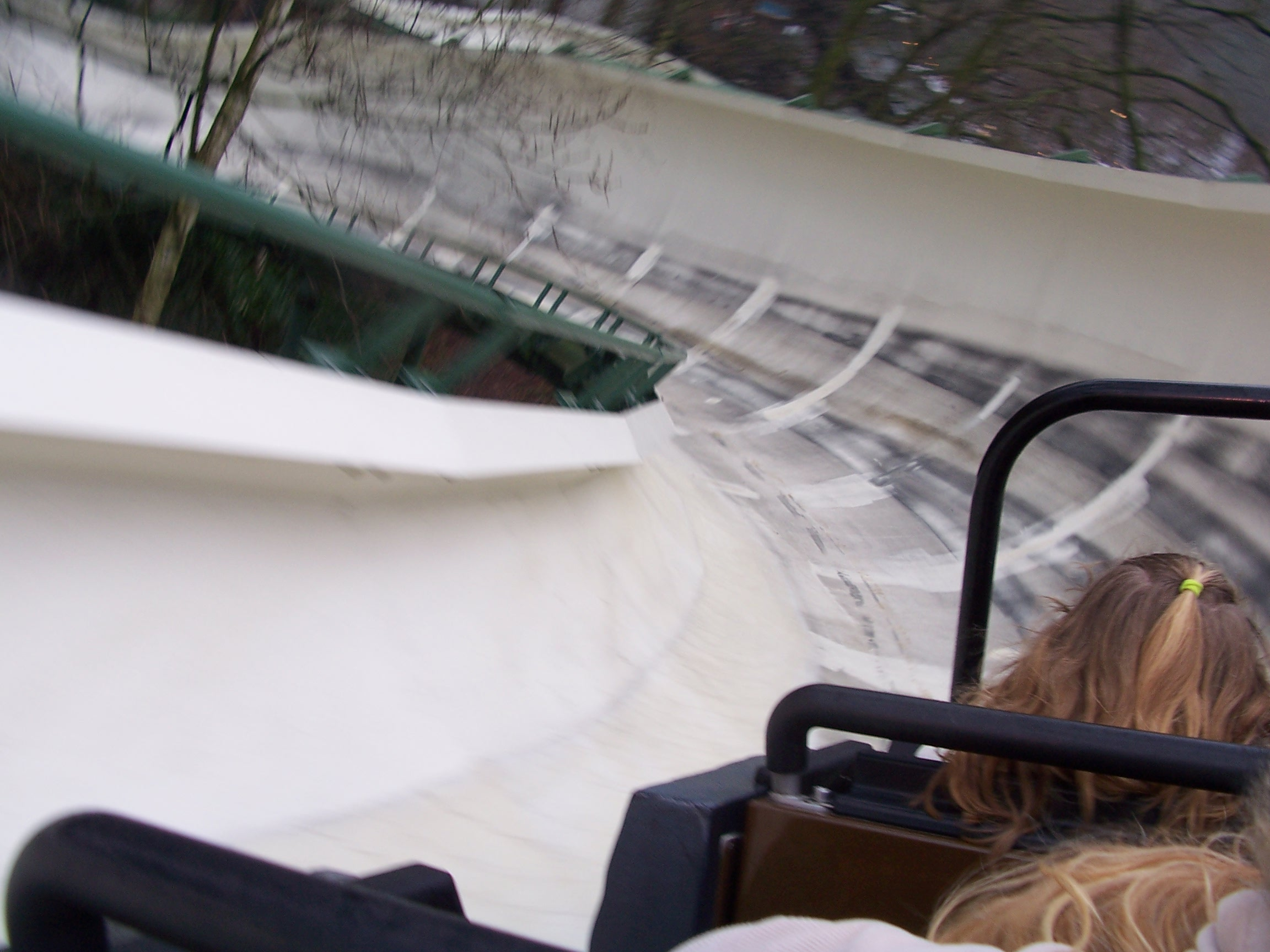
Traject anno 2007
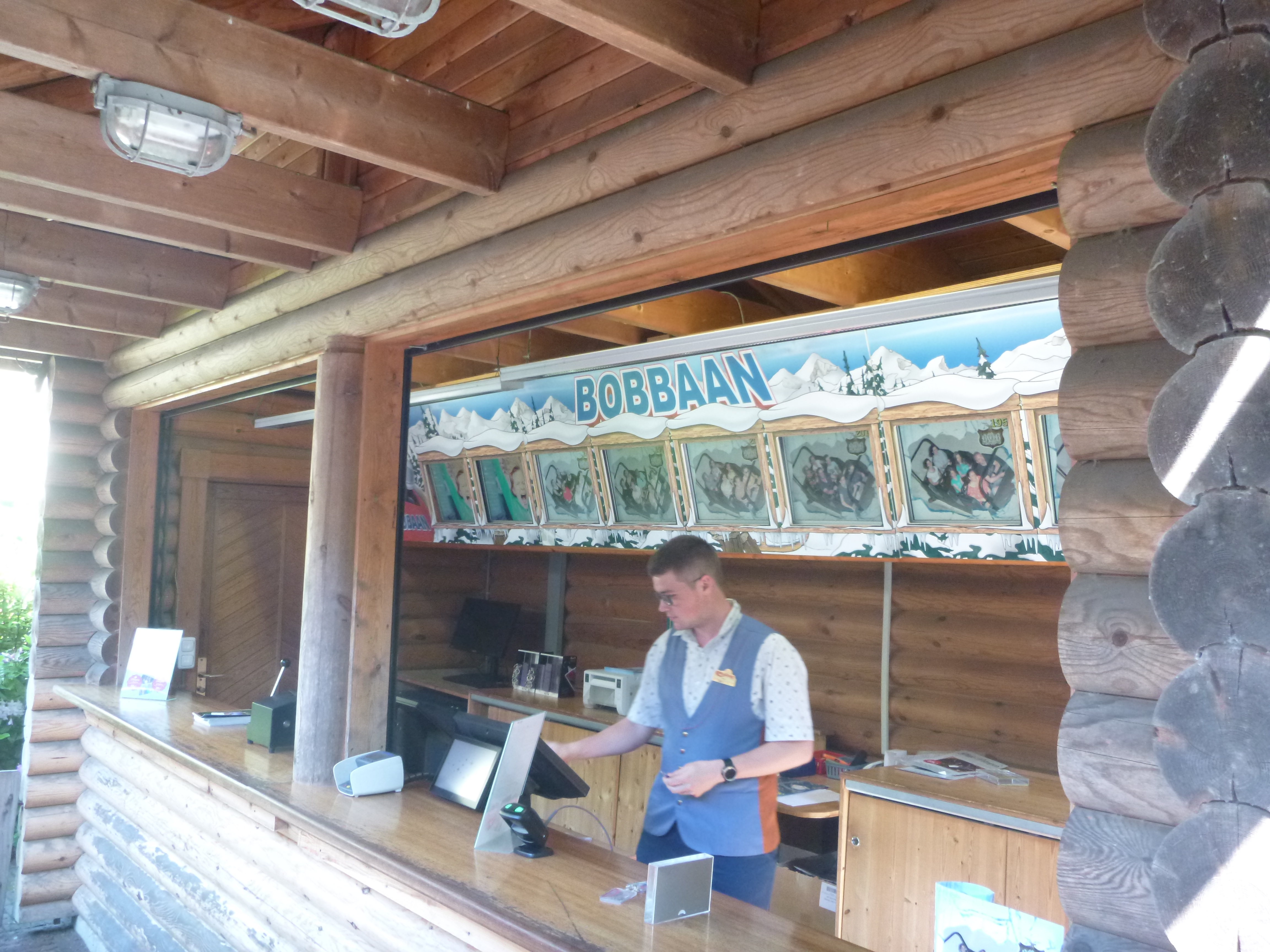
Winkel waar actiefoto's gekocht konden worden
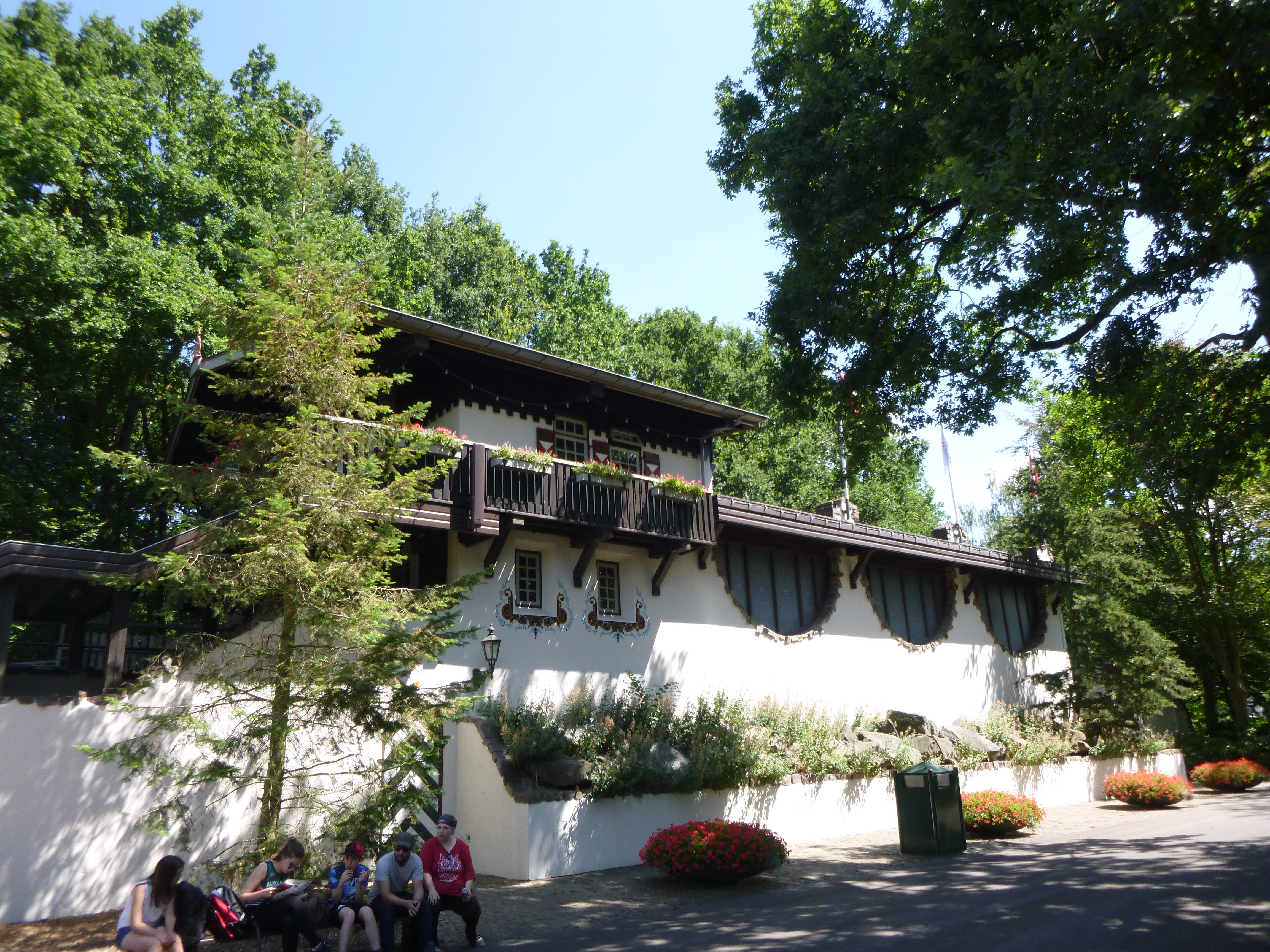
Exterieur anno 2018
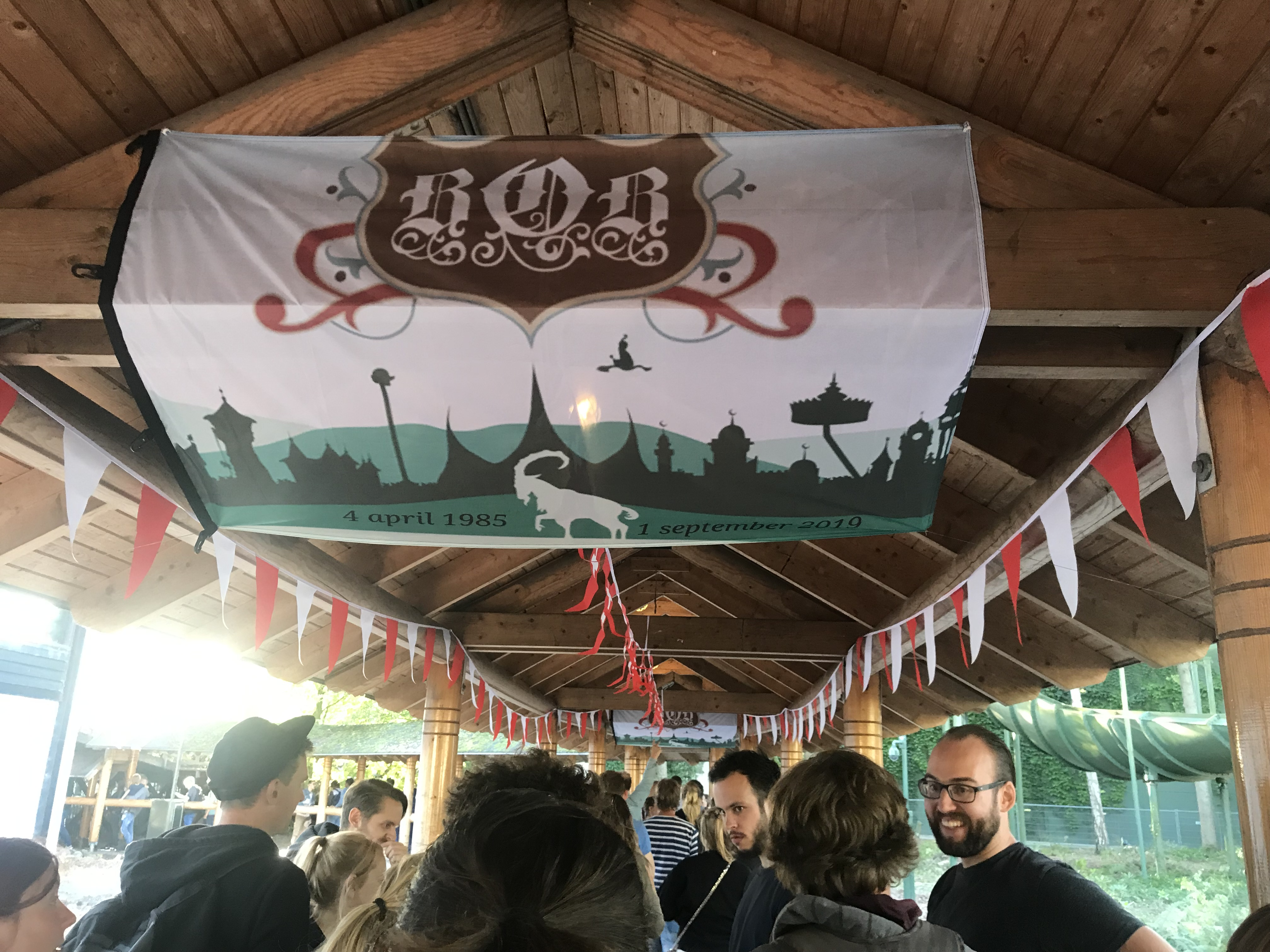
Versiering in de wachtrij ivm laatste operationele dag
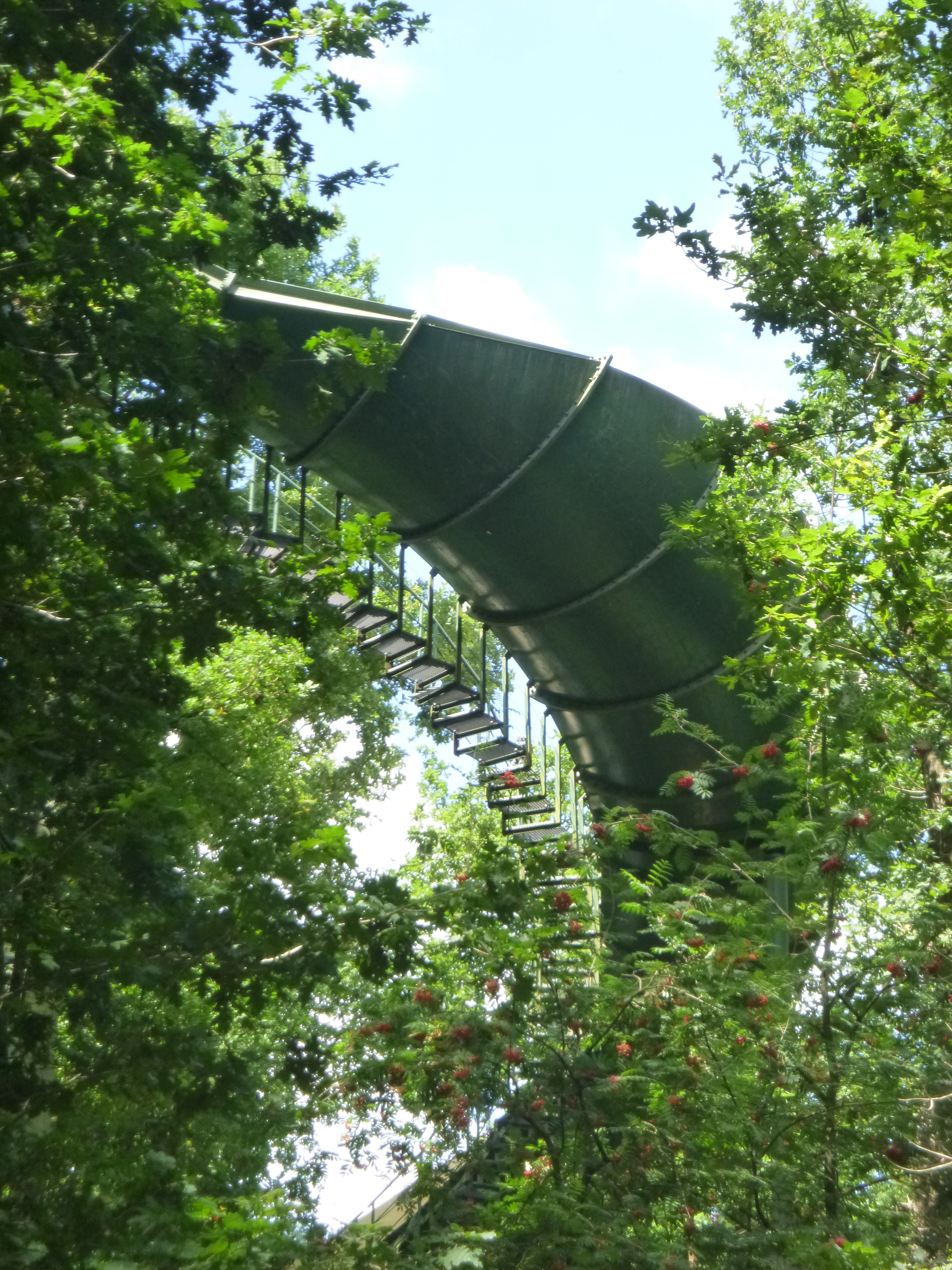
Eerste afdaling
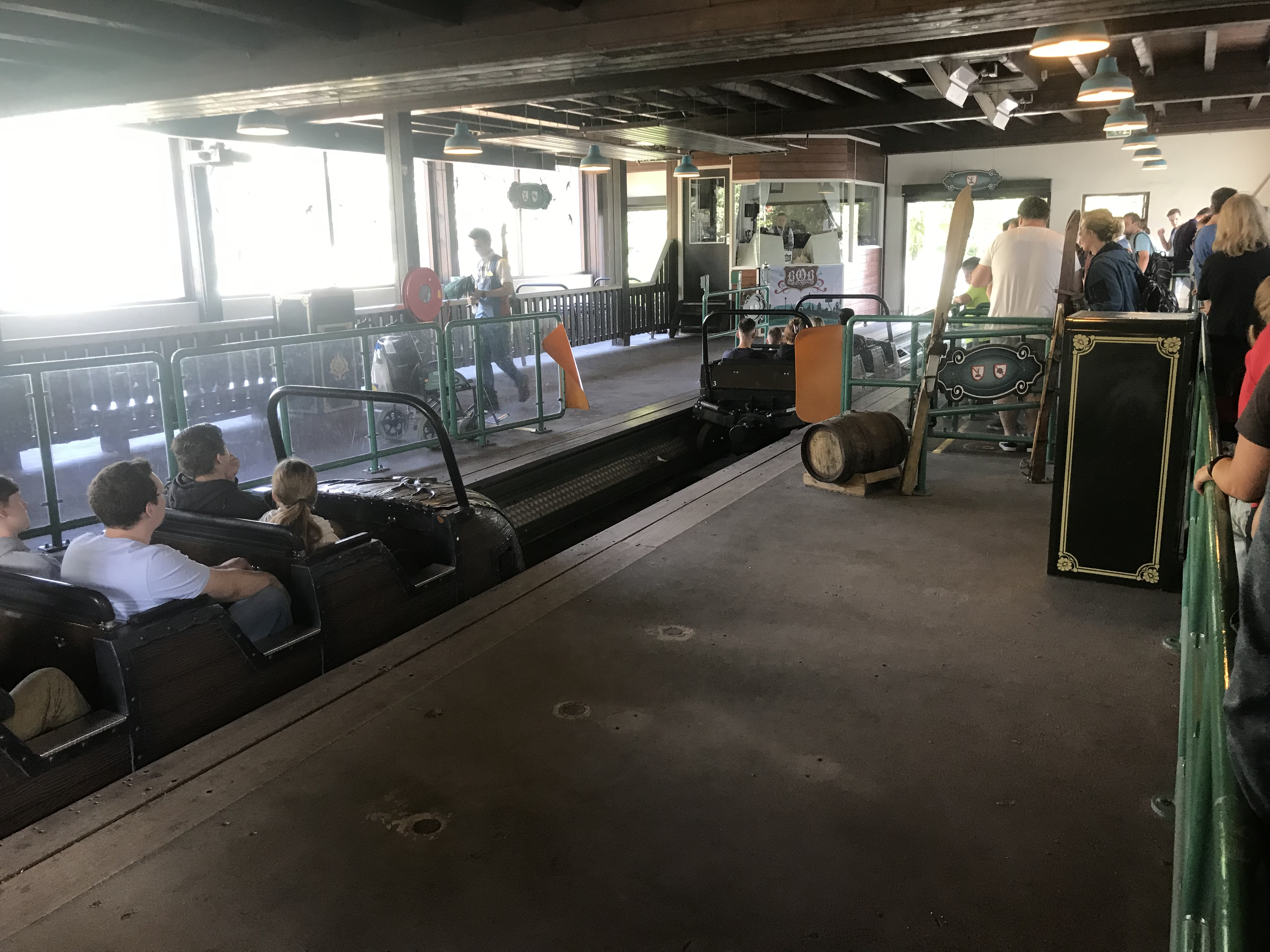
Station

## Video
- POV-video

## Trivia
- De attractie was de eerste attractie in de Efteling waar actiefoto's werden gemaakt.[1]